# Badr-1
Badr-1 (Urdu: بدر-۱, ovvero "Luna Piena-1") è stato il primo satellite artificiale pakistano. Si trattava, com'era già da anni diventato comune, di un satellite per le telecomunicazioni e non di uno esclusivo per la ricerca, nonostante abbia consentito agli scienziato pakistani di studiare la distribuzione del segnale radio nella ionosfera. Ciò nasceva in gran parte dall'esigenza di modernizzare le comunicazioni all'interno di un Paese già in grande trasformazione, ma ancora profondamente rurale.
Lanciato nel 1990, ha fatto del Pakistan la 24ª Nazione ad avere un satellite in orbita e la settima in Asia. Progettato dalla SUPARCO (Space and Upper Atmosphere Research Commission) e di fabbricazione nazionale, si è avvalso dell'aiuto della Cina per la messa in orbita, la quale ha messo a disposizione il proprio razzo Lunga Marcia 2E e il Centro spaziale di Xichang per il lancio.
Il progetto fu concepito dopo il successo del satellite indiano Aryabhata (1975): Munir Ahmad Khan prima (1979) e Salim Mehmud poi (1981) si rivolsero direttamente al Presidente Muhammad Zia-ul-Haq, il quale infine lo approvò. Il personale si formò presso l'Università del Surrey, nel Regno Unito, dove si stava progettando il satellite UoSAT-2 (lanciato nel 1984), e rientrò in Pakistan nel 1986. Lavorò nel più totale anonimato nazionale - così come sarebbe avvenuto anche il lancio - poiché la propaganda temeva un eventuale insuccesso.
Badr-2 sarà poi lanciato solo nel 2001.

## Caratteristiche tecniche
È stato fabbricato dagli Instrumentation Laboratories. Aveva 26 facet e lo scudo termico era in alluminio-magnesio-titanio. Pesava 52 kg ed era alimentato a 12,5 W da pannelli solari.
Aveva un canale radio per la ritrasmissione tipo store and forward. Badr-1 emetteva segnali tra i 145 (transponder downlink) e i 435 MHz (transponder uplink), gestiti dalla Pakistan Amateur Radio Society.
I dati provenienti dai 32 canali telemetrici venivano memorizzati in 8k e trasmessi a 1.200, 600, 300 e 150 baud.